# Elektrische verwarming

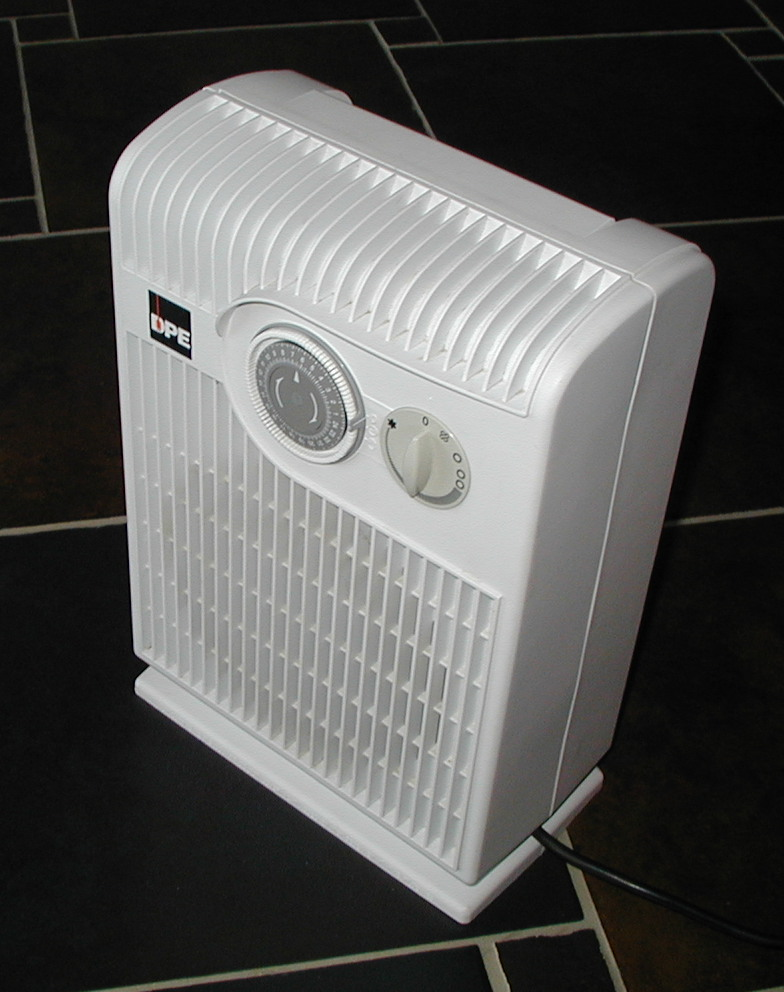
Een elektrische kachel met ventilator

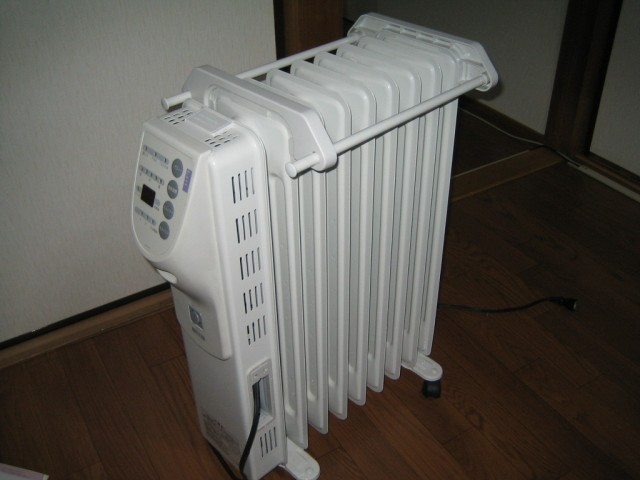
Een met olie gevulde radiator

Een elektrische verwarming is een elektrisch apparaat dat elektriciteit omzet in warmte. Het verwarmingselement in het apparaat is een elektrische weerstand, die warm wordt als er een elektrische stroom door loopt. 
Het verwarmingselement in iedere elektrische verwarmer bestaat uit een elektrische weerstand en functioneert op basis van het Joule-verwarmingsprincipe: wanneer een elektrische stroom door een weerstand gaat, wordt de elektrische energie omgezet in warmte-energie. Hedendaagse elektrische verwarmingsapparaten maken veelal gebruik van nichroomdraad als actief element. 
Met een elektrische kachel wordt vaak een verplaatsbare kachel bedoeld, die doorgaans dienstdoet als bijverwarming. Alhoewel het elektrisch verwarmen van kamers, lokalen enz. door het grote energieverbruik vrij duur is, wordt dit soort kachels toch veel toegepast. Dit komt door de eenvoudige regeling, het gerieflijke gebruik en het ontbreken van een aansluiting om gassen af te voeren, hierdoor kan men de kachel overal in het vertrek plaatsen, daar waar warmte nodig is.  Een elektrische kachel is doorgaans voorzien van een thermostaat waarmee de temperatuur kan worden ingesteld.

## Typen
Er zijn verschillende typen elektrische verwarming. Het verwarmingstoestel kan de warmte aan de omgeving afstaan door voornamelijk convectie, of door overwegend directe warmtestraling. Bij warmteafgifte door convectie wordt de warmte afgestaan aan de lucht; er treden luchtstromingen op die de warmte gelijkmatig door de ruimte verspreiden. Bij directe warmtestraling is de uitstraling van de warmte vrijwel direct na het inschakelen van de kachel bemerkbaar. De temperatuur  wordt echter niet op alle plaatsen in het vertrek hetzelfde. De warmtebron kan evenwel gericht worden op de persoon (de personen) die behoefte heeft (hebben) aan de verwarming. 

### Convectie
- een elektrische kachel waarbij lucht van onder langs gloeidraden loopt en de warme lucht er boven weer uit komt
- ventilatorkachel: een kachel waarbij een ventilator de warme lucht in de ruimte blaast (niet alleen nuttig om de warmte naar de gewenste plaats te brengen, maar ook nodig om te voorkomen dat de kachel te warm wordt).

### Warmtestraling
- een straalkachel (maar ook bij een straalkachel is er sprake van convectie)
- keramische verwarming: heeft een ventilator, maar het verwarmde keramische element straalt ook warmte uit
- elektrische vloerverwarming
- radiatorverwarming, waarbij de radiator gevuld is met een vloeistof (meestal olie). Die vloeistof wordt verwarmd en hete vloeistof circuleert door de radiator om de warmte via de behuizing (meestal van ijzer) aan de lucht af te geven.
- verwarmingselementen, bijvoorbeeld in autostoelen, waterkokers en boilers
- sauna-kachel waarbij de stralingswarmte van elektrische elementen een aantal stenen verwarmt
- een heteluchtkanon/hittekanon/warmtestraler voor industriële toepassingen
- infraroodpanelen waarbij infrarode stralen worden uitgezonden die geabsorbeerd worden door mensen of voorwerpen in plaats van de lucht op te warmen.